# Natko Nodilo
Natko Nodilo (Split, 1834. augusztus 31. – Zágráb, 1912. május 21.), horvát politikus, történész, publicista, egyetemi tanár, a Zágrábi Egyetem rektora.

## Élete és munkássága
Régi, Mljet szigetéről származó halászcsaládból származik, amely a 19. század első felében költözött Splitbe. A szemináriumi gimnáziumban érettségizett, majd 1853-tól teológiát tanult Zárában. 1856-ban otthagyta az iskolát, hogy a következő évtől 1861-ig Bécsben tanuljon történelmet és földrajzot. 1862-ben visszatért Splitbe, és a Spliti Gimnázium tanára lett.
Nodilo már 1848-ban a spliti egyházmegyei szemináriumban érdeklődött a dalmáciai nemzettudat felébresztése iránt, amikor fiatal hazafiak csoportjával megalapította a „Ne boj se” (Ne félj) titkos diáksereget. Kapcsolatba léptek más, néphitű értelmiségiekkel, és velük együtt alkották a leendő spliti népmozgalom magját, amely egész Dalmáciára kiterjedt, és maga Nodilo lett a dalmáciai Néppárt egyik vezetője.
1862-ben az újonnan induló zárai „Il Nazionale” újság szerkesztője lett. A lap olasz nyelven jelent meg horvát nyelvű melléklettel. A lap első számának programszerű cikkében a horvát revivalisták és a néppárt nemzeti és liberális politikájának alapelveit mutatta be. Támogatta Dalmáciának a Horvát Tengermellékkel való egyesülésének politikáját. Szerkesztői munkája miatt felmondott középiskolai tanári posztjáról, és Zárába, a lap szerkesztőségének helyére költözött.
Az újság alapvető célkitűzései Nodilo szerkesztői időszaka alatt a mindenki számára biztosított teljes szabadság, a Dalmácia Horvátországgal való egyesítésére irányuló munka, az olasz kisebbség jogainak tiszteletben tartása, a két nyelv egyenlősége, valamint kölcsönösségi alapon a szláv nemzetiség védelme. A dalmáciai autonomisták és a népiek közötti konfliktust kirobbantó legjelentősebb esemény Nodilo és Nicolo Tommaseo vitája volt a „Narodni-list” 1862. évi 22. számában. Érvelésében Nodilo elítélte az autonómiát, azzal érvelve, hogy az olasz nacionalizmus áll a háttérben, egyúttal megindokolta Dalmácia és Horvátország egyesítésének szükségességét, és könyörgött Tommaseonak, hogy ne ossza meg jobban a dalmátokat, mint ahogy Isten megosztotta őket. Nodilo erkölcsi győztesként került ki az egész vitából, mivel Dalmácia minden tájáról kapott gratulációkat lelkes emberektől. Nodilo, amíg szerkesztő volt mindvégig a lap liberális és jugoszláv irányultságát ápolta. Közben többször (1863–64) indult eljárás ellene. Amikor az „Il Nazionale”-t is felsorakoztató Néppártban megerősödött a horvát nemzeti eszme, Nodilo 1867-ben otthagyta a szerkesztőséget, és a zárai gimnáziumban kapott állást.
1867-ben és 1870-ben a dalmát parlament képviselőjévé választották. 1874-ben Franjo Rački és Josip Juraj Strossmayer meghívta a zágrábi egyetemre, és 1874-től a Zágrábi Egyetem Filozófiai Karán az általános történelem első tanára lett. Zágrábba költözésével kivonult a közéletből, és a tudományos munkának szentelte magát. 1883-tól a Jugoszláv Tudományos és Művészeti Akadémia rendes tagja. 1890-től 1891-ig az egyetem rektora, két cikluson át pedig a filozófiai kar dékánja volt, majd 1901-ben nyugdíjba vonult. 1907-ben a Horvát Írószövetség elnökévé választották.
A történelemkutatásban leginkább a horvátok és Délkelet-Európa kora középkori történetét tanulmányozta. 1883-ban Ragusa (Dubrovnik) régebbi krónikáit adta ki a „Rad” akadémia folyóiratban („Prvi ljetopisci i davna historiografija dubrovačka” címmel). 1885 és 1890 között a szerbek és horvátok mitológiája („Stara vjera Srba i Hrvata”) tíz epizódban jelent meg, szintén a Radban. Befejezetlen maradt nyolckötetes főműve a horvátok és szerbek középkori történetéről („Historija srednjega vijeka za narod hrvatski i srpski”), amelynek csak az első három kötete jelent meg (Zágráb 1898/1905). Nodilo a „Savremenik” folyóiratban megjelent stilárisan színvonalas és demokratikus szellemiségű esszéi hatással voltak a fiatal horvát írónemzedékre. Ő írta meg a délszláv területek első középkori általános történetét. Az akadémia Rad folyóiratának közreműködésével tudományos közleményeket publikált.

## Főbb művei
- Postanje svjetovne papinske vlasti ili pedeset godina talijanske historije (724-774) (1878.)
- Religija Srba i Hrvata na glavnoj osnovi pjesama, priča i govora narodnog (1885. – 1890.)
- Historija srednjeg vijeka za narod hrvatski i srpski I-III (1899. – 1905.; befejezetlen)
- Prvi svezak: Rimski svijet na domaku propasti i Varvari (1989.)
- Drugi svezak: Bizantija i germanski zapad do smrti cara Justinijana I.: (476-565) (1900.)
- Treći svezak: Varvarstvo otima mah nad Bizantijom, do smrti cara Heraklija: (566-641) (1905.)

## Emlékezete
- 1931 óta Zágrábban utca viseli a nevét.[4]
- Natko Nodilo Kulturális és Művészeti Társaság, Mljet.

## Fordítás
Ez a szócikk részben vagy egészben  a   Natko Nodilo című horvát Wikipédia-szócikk fordításán alapul.  Az eredeti cikk szerkesztőit annak laptörténete sorolja fel. Ez a jelzés csupán a megfogalmazás eredetét és a szerzői jogokat jelzi, nem szolgál a cikkben szereplő információk forrásmegjelöléseként.